# Escuela de Hostelería de Lejona
La Escuela de Hostelería de Lejona (Leioako Ostalaritza Eskola, en euskera) es una escuela de hostelería ubicada en Lejona, Vizcaya (España).

## Historia
Fue inaugurada en 1981 ante la gran demanda de cocineros. Su primera ubicación fue una residencia junto a la ría de Plencia, en la que estudiaron cocina 22 alumnos. Posteriormente, la escuela se ubicó en Lejona (Vizcaya) en 1983 y estrenó su sede actual en 2003. El centro está situado en el campus de la Universidad del País Vasco. En él se han formado más de 1.500 titulados en diferentes ramas relacionadas con la gastronomía. En 2013, la escuela tenía casi 500 alumnos matriculados.

## Oferta formativa
Ofrece ciclos formativos de Grado Medio:
- Cocina y gastronomía
- Servicio en restauración
- Panadería, repostería y confitería

y de Grado Superior:
- Dirección de cocina
- Dirección de servicios en restauración.

La enseñanza es bilingüe: en castellano y euskera. Además, desde el curso 2013-2014 se ofrece a los alumnos de grado superior de "Dirección de Cocina" la posibilidad de realizar el ciclo en la modalidad de multilingüísmo, con dos módulos íntegramente en inglés.
Además de cursos de Lanbide y de Hobetuz.

## Directores del centro
- Ramón Zúñiga, primer director.
- Joseba Gezuraga, curso 1995-1996.
- Mikel Valcárcel,entre 1996 y 2005.
- José Miguel Santamarina,entre el 2005 y 2014.
- Ibon Andraka, director actual (2014).

## Alumnos destacados
A lo largo de su historia, la EHL ha formado más de 1.500 alumnos. Entre ellos están: Eneko Atxa (restaurante Azurmendi), Fernando Canales (restaurante Etxanobe), Josean Martínez (restaurante Nerua), Sergio Zarate (restaurante Zarate).

## Comedores
La Escuela dispone de tres comedores y una cafetería que abren al público de lunes a viernes. Los platos son elaborados y servidos por los propios alumnos, como práctica de su futura profesión.

## Obra culinaria de la Escuela
VV.AA. Cocinar a ciegas: Escuela de Hostelería de Leioa. Ed. Everest. 2007. ISBN 9788424171094